# Emil Stang den ældre
Emil Stang den ældre (14. juni 1834 i Kristiania—4. juli 1912) var en norsk statsminister. Han var søn af Frederik Stang samt far til Fredrik og Emil Stang. 
Stang blev student 1853, cand. jur. 1858, overretssagfører 1859 og autoriseredes 1862 som højesteretsadvokat. Så længe hans fader var regeringens chef, indtog han en forholdsvis tilbagetrukken stilling. Ved valgene i 1882 blev han 1. Repræsentant for årene 1883—85, og fra første stund af, da han optrådte i debatten, var han det konservative partis leder i tinget. 
Efter rigsretsdommene i februar og marts 1884 påtog han sig at danne det nye ministerium, hvis chef Chr.H. Schweigaard blev, da partiet ikke ønskede, at Stang skulde forlade sin plads i tinget. Han genvalgtes 1886—88 og 1889—91 og blev 1889 Stortingspræsident. Femårsdagen for ministeriet Sverdrups overtagelse af regeringen — 26. juni 1889 — fremsatte han forslag til dagsordenen, der havde til følge, at ministeriets medlemmer indgav deres afskedsansøgninger. 
Et nyt ministerium med Stang som chef tiltrådte derefter regeringen 12. juli samme år og blev siddende til 6. marts 1891, da det dimissionerede på grund af Stortingets dagsorden af 23. februar angående diplomatiske sagers behandling. Ved ministeriet Steens afgang 2. maj 1893 blev han for anden gang statsminister. Ministeriet mødtes straks med et mistillidsvotum, men blev dog siddende for at afvente udfaldet af valget efteråret 1894.
Da Venstre efter dette beholdt overvægten i Stortinget, indgav det umiddelbart før tingets sammentræden sine afskedsansøgninger. Det viste sig imidlertid umuligt at danne et nyt ministerium, hvorfor Stang blev siddende. Først efter at Stortinget 7. juni 1895 havde vedtaget en udtalelse om indledning af underhandlinger med Sverige "paa helt frit Grundlag under en med Stortinget samarbejdende Regering" angående ordning af konsulatvæsenet og udenrigsstyret, genoptoges forsøgene.
Først efter forskellige mislykkede kombinationer kunde ministeriet Stang afløses af koalitionsministeriet Hagerup. For valgperioden 1898—1900 repræsenterede Stang Fredrikshald på Stortinget, men trådte derefter helt tilbage.